# Werner Willikens
Werner Willikens, né le 8 février 1893 à Vienenburg et mort le 25 octobre 1961 à Wolfenbüttel, est un homme politique allemand du parti nazi. Son expression « travailler dans le sens du Führer », qu'il utilise dans un discours de 1934, devient une description courante de la bureaucratie nazie.

## Biographie
Willikens s'enrôle dans l'armée impériale allemande en 1912 et sert pendant la Première Guerre mondiale en tant que commandant de batterie.
Très tôt membre du parti nazi, il est agriculteur de profession et organise le premier cours de formation pour les agriculteurs nazis en 1926. Willikens est membre du Reichstag de la circonscription électorale 16 (Sud du Hanovre-Braunschweig), élu parmi les 12 premiers députés nazis en 1928 et conservant son siège jusqu'à la chute du Troisième Reich. En 1930, il est nommé vice-président de l'Agrarpolitischer Apparat, Bureau des affaires agricoles du NSDAP et préside également la Ligue agraire. Sa nomination à l'exécutif national du Reichslandbund en 1930 est la première fois que ce groupe très conservateur - jusque-là étroitement lié au Parti national du peuple allemand - donne une position d'influence à un nazi. Après l'arrivée au pouvoir d'Adolf Hitler, Willikens est nommé secrétaire d'État au ministère de l'Agriculture.
Ian Kershaw soutient qu'un discours prononcé par Willikens en 1934, en particulier son utilisation de l'expression « travailler dans le sens du Führer », est important dans l'établissement du cadre de la Shoah. Kershaw fait valoir que le discours reconnaît le caractère distant de la direction charismatique d'Hitler et encourage ainsi les fonctionnaires à deviner les intentions d'Hitler et à agir en conséquence. Kershaw suggère que l'ascension d'Adolf Eichmann, du statut de fonctionnaire mineur à un rôle de premier plan dans la SS, se construit sur ce principe de « travailler dans le sens du Führer ». D'ailleurs, l'utilisation par Kershaw de l'expression de Willikens est telle que le livre écrit en hommage à l'historien en porte même le titre. Le discours lui-même est prononcé à Berlin le 21 février 1934 devant des représentants des ministères régionaux de l'agriculture.